# Tatuagem (canção de Chico Buarque)
"Tatuagem" é uma canção escrita pelo cantor e compositor brasileiro Chico Buarque e pelo cineasta Ruy Guerra para a peça de ambos intitulada Calabar: o Elogio da Traição, escrita em 1973. 

## Informação
A peça estava prevista para estrear em 1974, mas ficou seis anos censurada pela ditadura militar, só podendo estrear no início da década de 1980. Apesar da censura da peça, Buarque pôde lançar a trilha-sonora da mesma em 1973. O nome do disco seria o mesmo da peça, mas devido à censura imposta pelos militares, acabou sendo intitulado Chico Canta.
A canção foi escrita pela perspectiva de uma mulher (algo muito comum nas composições de Buarque) que está loucamente apaixonada por seu namorado. Ela descreve esta paixão dizendo que quer se fixar no corpo dele "feito tatuagem", se perpetuando em sua escrava.

## Versões
Uma das versões mais reconhecidas da canção foi gravada por Elis Regina no aclamado álbum Falso Brilhante, lançado originalmente em 1976. Em 1990, Maria Bethânia gravou a canção no álbum Simplesmente. Em 1999, Tânia Alves gravou a canção numa versão de bolero no álbum Coração de Bolero. Em 2005, Gil gravou "Tatuagem" em O Canto da Sereia.